# Serie A 1998–99
Serie A 1998–1999 là mùa giải thứ 97 của giải bóng đá hàng đầu Ý, là mùa giải thứ 67 trong một giải đấu vòng tròn tính điểm. Có 18 đội tham gia.
Serie A 1998–99 chứng kiến Milan giành Scudetto thứ 16, được dẫn dắt bởi huấn luyện viên Alberto Zaccheroni. Lazio đứng thứ hai, mất chức vô địch vào ngày cuối cùng. Internazionale, với Ronaldo thường xuyên bị chấn thương hoặc nghỉ ngơi, đã có một mùa giải thảm họa, kết thúc ở vị trí thứ 8, trong khi khởi đầu ấn tượng của Juventus đã bị cắt ngắn bởi chấn thương nghiêm trọng của Alessandro Del Piero, và đã có một mùa giải không mấy ấn tượng.

## Các đội bóng
Salernitana, Venezia, Cagliari và Perugia được thăng hạng từ Serie B.

### Nhân sự và tài trợ
| Đội         | Huấn luyện viên trưởng | Nhà sản xuất trang phục | Nhà tài trợ áo đấu             |
| ----------- | ---------------------- | ----------------------- | ------------------------------ |
| Bari        | Eugenio Fascetti       | Lotto                   | TELE+                          |
| Bologna     | Carlo Mazzone          | Diadora                 | Granarolo                      |
| Cagliari    | Gian Piero Ventura     | Biemme                  | Pecorino Sardo                 |
| Empoli      | Corrado Orrico         | Errea                   | Sammontana                     |
| Fiorentina  | Giovanni Trapattoni    | Fila                    | Nintendo                       |
| Inter       | Roy Hodgson            | Nike                    | Pirelli                        |
| Juventus    | Carlo Ancelotti        | Kappa                   | D+                             |
| Lazio       | Sven-Göran Eriksson    | Puma                    | Cirio                          |
| Milan       | Alberto Zaccheroni     | Adidas                  | Opel                           |
| Parma       | Alberto Malesani       | Lotto                   | Parmalat                       |
| Perugia     | Vujadin Boškov         | Galex                   | không                          |
| Piacenza    | Giuseppe Materazzi     | Lotto                   | Copra (Nhà)/Gruppo DAC (Khách) |
| Roma        | Zdenek Zeman           | Diadora                 | INA Assitalia                  |
| Salernitana | Francesco Oddo         | Asics                   | Exigo Jeans & Casual           |
| Sampdoria   | Luciano Spalletti      | Asics                   | Daewoo Matiz                   |
| Udinese     | Francesco Guidolin     | Diadora                 | Telital                        |
| Venezia     | Walter Novellino       | Kronos                  | Emmezeta                       |
| Vicenza     | Edoardo Reja           | Biemme                  | Belfe                          |

## Bảng xếp hạng
| VT | Đội             | ST | T  | H  | B  | BT | BB | HS  | Đ  | Giành quyền tham dự hoặc xuống hạng       |
| -- | --------------- | -- | -- | -- | -- | -- | -- | --- | -- | ----------------------------------------- |
| 1  | Milan (C)       | 34 | 20 | 10 | 4  | 59 | 34 | +25 | 70 | Tham dự vòng bảng Champions League        |
| 2  | Lazio           | 34 | 20 | 9  | 5  | 65 | 31 | +34 | 69 | Tham dự vòng bảng Champions League        |
| 3  | Fiorentina      | 34 | 16 | 8  | 10 | 55 | 41 | +14 | 56 | Tham dự vòng loại thứ ba Champions League |
| 4  | Parma           | 34 | 15 | 10 | 9  | 55 | 36 | +19 | 55 | Tham dự vòng loại thứ ba Champions League |
| 5  | Roma            | 34 | 15 | 9  | 10 | 69 | 49 | +20 | 54 | Tham dự vòng một UEFA Cup                 |
| 6  | Udinese         | 34 | 16 | 6  | 12 | 52 | 52 | 0   | 54 | Tham dự vòng một UEFA Cup                 |
| 7  | Juventus        | 34 | 15 | 9  | 10 | 42 | 36 | +6  | 54 | Tham dự vòng ba Intertoto Cup             |
| 8  | Internazionale  | 34 | 13 | 7  | 14 | 59 | 54 | +5  | 46 |                                           |
| 9  | Bologna         | 34 | 11 | 11 | 12 | 44 | 47 | −3  | 44 | Tham dự vòng một UEFA Cup                 |
| 10 | Bari            | 34 | 9  | 15 | 10 | 39 | 44 | −5  | 42 |                                           |
| 11 | Venezia         | 34 | 11 | 9  | 14 | 38 | 45 | −7  | 42 |                                           |
| 12 | Piacenza        | 34 | 11 | 8  | 15 | 48 | 49 | −1  | 41 |                                           |
| 13 | Cagliari        | 34 | 11 | 8  | 15 | 49 | 50 | −1  | 41 |                                           |
| 14 | Perugia         | 34 | 11 | 6  | 17 | 43 | 61 | −18 | 39 | Tham dự vòng hai Intertoto Cup            |
| 15 | Salernitana (R) | 34 | 10 | 8  | 16 | 37 | 51 | −14 | 38 | Xuống hạng Serie B                        |
| 16 | Sampdoria (R)   | 34 | 9  | 10 | 15 | 38 | 55 | −17 | 37 | Xuống hạng Serie B                        |
| 17 | Vicenza (R)     | 34 | 8  | 9  | 17 | 27 | 47 | −20 | 33 | Xuống hạng Serie B                        |
| 18 | Empoli (R)      | 34 | 4  | 10 | 20 | 26 | 63 | −37 | 20 | Xuống hạng Serie B                        |

1. 1 2 3  Đối đầu: Roma 7đ, Juventus 5đ, Udinese 4đ.
2. ↑  Udinese đã giành quyền tham dự Cúp UEFA 1999–2000 khi giành chiến thắng trong trận đấu tham dự Cúp UEFA với Juventus
3. ↑  Juventus đủ điều kiện tham dự vòng ba UEFA Intertoto Cup 1999.
4. ↑  Bologna giành quyền tham dự Cúp UEFA 1999–2000 sau khi giành vị trí thứ ba trong trận đấu vòng loại Cúp UEFA với Internazionale
5. 1 2  Bari 1–0 Venezia, Venezia 2–1 Bari
6. 1 2  Cagliari 3–2 Piacenza, Piacenza 2–0 Cagliari
7. ↑  Perugia giành quyền tham dự vòng 2 Cúp Intertoto UEFA 1999 sau khi một số đội bỏ cuộc.
8. ↑  Empoli bị trừ 2 điểm vì cố gắng hối lộ trọng tài trong trận đấu với Sampdoria vào ngày 25 tháng 10 năm 1998.

## Kết quả
| Nhà \ Khách    | BAR | BOL | CAG | EMP | FIO | INT | JUV | LAZ | MIL | PAR | PER | PIA | ROM | SAL | SAM | UDI | VEN | VIC |
| -------------- | --- | --- | --- | --- | --- | --- | --- | --- | --- | --- | --- | --- | --- | --- | --- | --- | --- | --- |
| Bari           |     | 0–0 | 1–1 | 2–1 | 0–0 | 1–0 | 0–1 | 1–3 | 0–0 | 1–1 | 2–1 | 3–1 | 1–4 | 0–0 | 3–1 | 1–1 | 1–0 | 0–0 |
| Bologna        | 3–1 |     | 1–3 | 2–0 | 3–0 | 2–0 | 3–0 | 0–1 | 2–3 | 0–0 | 1–1 | 3–1 | 1–1 | 1–1 | 2–2 | 1–3 | 2–1 | 4–2 |
| Cagliari       | 3–3 | 0–1 |     | 5–1 | 1–1 | 2–2 | 1–0 | 0–0 | 1–0 | 1–0 | 2–2 | 3–2 | 4–3 | 3–1 | 5–0 | 1–2 | 0–1 | 1–0 |
| Empoli         | 0–2 | 0–0 | 2–1 |     | 0–3 | 1–2 | 1–0 | 0–0 | 1–1 | 3–5 | 2–0 | 1–2 | 0–0 | 2–3 | 0–1 | 1–3 | 2–2 | 1–0 |
| Fiorentina     | 2–2 | 1–0 | 4–2 | 2–0 |     | 3–1 | 1–0 | 1–1 | 0–0 | 2–1 | 5–1 | 2–1 | 0–0 | 4–0 | 1–0 | 1–0 | 4–1 | 3–0 |
| Internazionale | 2–3 | 3–1 | 5–1 | 5–1 | 2–0 |     | 0–0 | 3–5 | 2–2 | 1–3 | 2–0 | 1–0 | 4–1 | 2–1 | 3–0 | 1–3 | 6–2 | 1–1 |
| Juventus       | 1–1 | 2–2 | 1–0 | 0–0 | 2–1 | 1–0 |     | 0–1 | 0–2 | 2–4 | 2–1 | 1–0 | 1–1 | 3–0 | 2–0 | 2–1 | 3–2 | 2–0 |
| Lazio          | 0–0 | 2–0 | 2–0 | 4–1 | 2–0 | 1–0 | 1–3 |     | 0–0 | 2–1 | 3–0 | 4–1 | 3–3 | 6–1 | 5–2 | 3–1 | 2–0 | 1–1 |
| Milan          | 2–2 | 3–0 | 1–0 | 4–0 | 1–3 | 2–2 | 1–1 | 1–0 |     | 2–1 | 2–1 | 1–0 | 3–2 | 3–2 | 3–2 | 3–0 | 2–1 | 1–0 |
| Parma          | 2–1 | 1–1 | 1–1 | 1–0 | 2–0 | 1–0 | 1–0 | 1–3 | 4–0 |     | 3–1 | 0–1 | 1–1 | 2–0 | 1–1 | 4–1 | 2–2 | 0–0 |
| Perugia        | 0–1 | 0–0 | 2–1 | 3–1 | 2–2 | 2–1 | 3–4 | 2–2 | 1–2 | 2–1 |     | 2–0 | 3–2 | 1–0 | 2–0 | 1–3 | 1–0 | 3–1 |
| Piacenza       | 3–2 | 5–0 | 2–0 | 0–0 | 4–2 | 0–0 | 0–2 | 1–1 | 1–1 | 3–6 | 2–0 |     | 2–0 | 1–1 | 4–1 | 4–3 | 0–1 | 2–0 |
| Roma           | 1–1 | 3–1 | 3–1 | 1–1 | 2–1 | 4–5 | 2–0 | 3–1 | 1–0 | 1–0 | 5–1 | 2–2 |     | 3–1 | 3–1 | 4–0 | 2–0 | 3–0 |
| Salernitana    | 2–2 | 4–0 | 1–3 | 1–1 | 1–1 | 2–0 | 1–0 | 1–0 | 1–2 | 1–2 | 2–0 | 1–1 | 2–1 |     | 2–0 | 1–2 | 1–0 | 2–1 |
| Sampdoria      | 1–0 | 1–1 | 0–0 | 3–0 | 3–2 | 4–0 | 1–2 | 0–1 | 2–2 | 0–2 | 1–1 | 3–2 | 2–1 | 1–0 |     | 1–1 | 2–1 | 0–0 |
| Udinese        | 4–0 | 2–0 | 2–1 | 0–0 | 1–0 | 0–1 | 2–2 | 0–3 | 1–5 | 2–1 | 1–2 | 1–0 | 2–1 | 2–0 | 2–2 |     | 1–1 | 2–1 |
| Venezia        | 2–1 | 0–2 | 1–0 | 3–2 | 4–1 | 3–1 | 1–1 | 2–0 | 0–2 | 0–0 | 2–1 | 0–0 | 3–1 | 0–0 | 0–0 | 1–0 |     | 1–2 |
| Vicenza        | 1–0 | 0–4 | 2–1 | 2–0 | 1–2 | 1–1 | 1–1 | 1–2 | 0–2 | 0–0 | 3–0 | 1–0 | 1–4 | 1–0 | 1–0 | 2–3 | 0–0 |     |

## Tham dự UEFA Cúp
Đứng 6 và 7 ở Serie A:
| Udinese | 0–0 | Juventus |
| ------- | --- | -------- |
|         |     |          |

---
| Juventus                 | 1–1 | Udinese     |
| ------------------------ | --- | ----------- |
| - F. Inzaghi 23' (ph.đ.) |     | - Poggi 71' |

Hạng ba Coppa Italia:
| Internazionale | 1–2 | Bologna                        |
| -------------- | --- | ------------------------------ |
| - Baggio 59'   |     | - Andersson 7' - Paramatti 49' |

---
| Bologna                      | 2–1 | Internazionale |
| ---------------------------- | --- | -------------- |
| - Signori 3' - Bettarini 41' |     | - Ventola 90'  |

Udinese và Bologna đủ điều kiện tham dự UEFA Cup 1999–2000, còn Juventus đủ điều kiện tham dự UEFA Intertoto Cup 1999.

## Thống kê

### Ghi bàn hàng đầu
| Hạng | Cầu thủ           | Đội            | Bàn thắng |
| ---- | ----------------- | -------------- | --------- |
| 1    | Márcio Amoroso    | Udinese        | 22        |
| 2    | Gabriel Batistuta | Fiorentina     | 21        |
| 3    | Oliver Bierhoff   | Milan          | 20        |
| 4    | Marco Delvecchio  | Roma           | 18        |
| 5    | Hernán Crespo     | Parma          | 16        |
| 5    | Roberto Muzzi     | Cagliari       | 16        |
| 7    | Simone Inzaghi    | Piacenza       | 15        |
| 7    | Marcelo Salas     | Lazio          | 15        |
| 7    | Giuseppe Signori  | Bologna        | 15        |
| 10   | Ronaldo           | Internazionale | 14        |